# ニューヨーク52番街
『ニューヨーク52番街』（ニューヨークごじゅうにばんがい、原題: 52nd Street）は、ビリー・ジョエルが1978年に発表したアルバム。通算6作目。1982年、世界初の商業用CDとして発売されたことでも知られる。グラミー賞の最優秀アルバム賞と、男性ポップ・ボーカル部門の2部門を受賞した。

## 解説
ジャズ/フュージョン系のゲスト・ミュージシャンを多数起用し、「ザンジバル」ではフレディ・ハバードが間奏とエンディングでトランペット・ソロを担当している。また、シカゴのピーター・セテラとドニー・デイカスが、「マイ・ライフ」でゲスト参加。アルバム・タイトルは、マンハッタン52丁目のA&Rスタジオでレコーディングしたことに由来（ちなみに、エリック・クラプトンの『461 オーシャン・ブールヴァード』も、レコーディングしたマイアミのスタジオの住所を表している）。
ビリーにとって初の全米アルバム・チャート1位に輝き（さらに1979年の年間LPチャート第1位も獲得）、「マイ・ライフ」（全米3位）、「ビッグ・ショット」（全米14位）、「オネスティ」（全米24位）といったシングル・ヒットも生んだ。「オネスティ」は日本での人気が高く、多くのアーティストが採り上げている。
「ビッグ・ショット」は二日酔いの男を主人公にした歌。「ザンジバル」は、ビリーのスポーツ（ボクシング・野球）観戦での嗜好を、「スティレット」は当時の恋人エリザベス・ウェーバーとの関係性を、それぞれ反映した歌。「ロザリンダの瞳」は、ニューヨークのスパニッシュ・タウンを舞台にした歌で、ラテン音楽の色を取り入れている。「自由への半マイル」も、ニューヨークのイタリア人街を舞台にした歌。「アンティル・ザ・ナイト」はライチャス・ブラザーズ及びフィル・スペクターからの影響を取り入れ、『ローリング・ストーン』誌のレビューでは、「ビリー・ジョエルとフィル・ラモーンは、フィル・スペクターの中にある滑稽な面と記念碑的な面の危ういバランスを、初めて取り込んだアーティスト/プロデューサー・コンビ」と評されている。そして同曲からのアンコールのように、表題曲「ニューヨーク52番街」へと続いて終わる。「オネスティ」「マイ・ライフ」については、それぞれの項目を参照。
『ローリング・ストーン誌が選ぶオールタイム・ベストアルバム500』に於いて、354位にランクイン。
2018年にはアルバム発売40周年記念として「ニューヨーク52番街 40周年記念デラックス・エディション」が、アナログ（SIJP 1000、3月21日）及びCD（SICP-10123~4、10月17日）で相次いで発売された。アナログはソニー・ミュージックがアナログレコード国内生産を開始するにあたり、記念すべき洋楽第1弾としてのリリースとなった。CDは7インチ紙ジャケット仕様、SACDハイブリッドで、SACD層にはテッド・ジェンセンのリマスターによる2001年DSDマスタリングとフィル・ラモーンのプロデュースによる5.1chサラウンド、CD層には国内盤未発売だったテッド・ジェンセンによる2011年デジタル・リマスターが収録されている。更に特典として『ニューヨーク52番街』ツアーでの武道館初公演チケットや、同公演のツアー・パンフレットなども復刻収録されている。

## カバーアート
トランペットを持って壁に寄り掛かるビリーの姿を捉えたアルバムジャケットの写真は、タイトルの由来にもなったマンハッタン52丁目にあるスタジオ前の歩道で撮影された。写真家のジム・ホートンはすべての撮影をポラロイドカメラで行った。これはビリーが自然でスナップ的な写真をリクエストしたことに応えるためであった。そのビリーが手にしたトランペットは「ザンジバル」で演奏したフレディ・ハバードから借りたという噂も存在したが、実は全く無関係な代物でフィル・ラモーンが用意したコーン・コンステレーションだった。当時を回想してビリーは「フレディは何人たりとも決して自分のトランペットに触れさせなかったよ」と語った。なお長年このエピソードは明かされなかったため、2018年の40周年記念盤ライナーノーツには1978年当時の回想を元に、「ビリーが手に持っているのは、レコーディングに参加したフレディ・ハバードのトランペット」と未だに誤った情報が記載されている。

## 収録曲
全曲ビリー・ジョエル作詞作曲。
Side 1
1. ビッグ・ショット - "Big Shot" - 4:03
2. オネスティ - "Honesty" - 3:53
3. マイ・ライフ - "My Life" - 4:44
4. ザンジバル - "Zanzibar" - 5:11

Side 2
1. 恋の切れ味 (スティレット) - "Stiletto" - 4:42
2. ロザリンダの瞳 - "Rosalinda's Eyes" - 4:42
3. 自由への半マイル - "Half a Mile Away" - 4:08
4. アンティル・ザ・ナイト（LPレコード版の邦題は「夜のとばり」） - "Until the Night" - 6:35
5. ニューヨーク52番街 - "52nd Street" - 2:31

## 参加ミュージシャン
- ビリー・ジョエル - ボーカル、ピアノ
- ダグ・ステッグマイヤー - ベース、バッキング・ボーカル
- リバティ・デヴィート - ドラムス
- リッチー・カナータ - サックス、オルガン、クラリネット
- スティーヴ・カーン - ギター、バッキング・ボーカル

ゲスト・ミュージシャン
- フレディ・ハバード - トランペット
- マイク・マイニエリ - ヴィブラフォン、マリンバ
- デヴィッド・スピノザ - アコースティック・ギター
- デヴィッド・フリードマン - パーカッション
- ラルフ・マクドナルド - パーカッション
- エリック・ゲイル - エレクトリックギター
- ジョージ・マージ - リコーダー
- ヒュー・マクラッケン - ガット・ギター
- ダニー・デイカス - バッキング・ボーカル
- ピーター・セテラ - バッキング・ボーカル
- フランク・フロイド - バッキング・ボーカル
- バビ・フロイド - バッキング・ボーカル
- ザック・サンダース - バッキング・ボーカル
- ミルト・グレイソン - バッキング・ボーカル
- レイ・シンプソン - バッキング・ボーカル
- ロバート・フリードマン - ホーン&ストリング・オーケストレーション
- デイヴ・グルーシン - ホーン・オーケストレーション
- デヴィッド・ナディアン - コンサートマスター